# Indy Racing League 2002
Indy Racing League 2002 kördes över 15 omgångar och vanns av Sam Hornish Jr..

## Delsegrare
| Datum        | Bana             | Vinnare           | Team                  | Rapport |
| ------------ | ---------------- | ----------------- | --------------------- | ------- |
| 2 mars       | Homestead        | Sam Hornish Jr.   | Panther Racing        | *       |
| 17 mars      | Phoenix          | Hélio Castroneves | Marlboro Team Penske  | *       |
| 24 mars      | Fontana          | Sam Hornish Jr.   | Panther Racing        | *       |
| 21 april     | Nazareth         | Scott Sharp       | Kelley Racing         | *       |
| 26 maj       | Indianapolis 500 | Hélio Castroneves | Marlboro Team Penske  | *       |
| 8 juni       | Texas            | Jeff Ward         | Chip Ganassi Racing   | *       |
| 16 juni      | Pikes Peak       | Gil de Ferran     | Marlboro Team Penske  | *       |
| 29 juni      | Richmond         | Sam Hornish Jr.   | Panther Racing        | *       |
| 7 juli       | Kansas           | Airton Daré       | A.J. Foyt Enterprises | *       |
| 20 juli      | Nashville        | Alex Barron       | Blair Racing          | *       |
| 28 juli      | Michigan         | Tomas Scheckter   | Cheever Racing        | *       |
| 11 augusti   | Kentucky         | Felipe Giaffone   | Mo Nunn Racing        | *       |
| 25 augusti   | Gateway          | Gil de Ferran     | Marlboro Team Penske  | *       |
| 8 september  | Chicagoland      | Sam Hornish Jr.   | Panther Racing        | *       |
| 15 september | Texas            | Sam Hornish Jr.   | Panther Racing        | *       |

### Homestead
| Plats | Förare            | Team                    |
| ----- | ----------------- | ----------------------- |
| 1     | Sam Hornish Jr.   | Panther Racing          |
| 2     | Gil de Ferran     | Marlboro Team Penske    |
| 3     | Hélio Castroneves | Marlboro Team Penske    |
| 4     | Jeff Ward         | Chip Ganassi Racing     |
| 5     | Eliseo Salazar    | A.J. Foyt Enterprises   |
| 6     | Tomas Scheckter   | Cheever Racing          |
| 7     | Felipe Giaffone   | Mo Nunn Racing          |
| 8     | Alex Barron       | Blair Racing            |
| 9     | Anthony Lazzaro   | Sam Schmidt Motorsports |
| 10    | Airton Daré       | A.J. Foyt Enterprises   |

### Phoenix
| Plats | Förare            | Team                    |
| ----- | ----------------- | ----------------------- |
| 1     | Hélio Castroneves | Marlboro Team Penske    |
| 2     | Gil de Ferran     | Marlboro Team Penske    |
| 3     | Sam Hornish Jr.   | Panther Racing          |
| 4     | Eliseo Salazar    | A.J. Foyt Enterprises   |
| 5     | Al Unser Jr.      | Kelley Racing           |
| 6     | Jaques Lazier     | Team Menard             |
| 7     | Buddy Lazier      | Hemelgarn Racing        |
| 8     | Billy Boat        | Agajanian/Boat Racing   |
| 9     | Rick Treadway     | Treadway/Hubbard Racing |
| 10    | Hideki Noda       | Convergent Racing       |

### Fontana
| Plats | Förare            | Team                 |
| ----- | ----------------- | -------------------- |
| 1     | Sam Hornish Jr.   | Panther Racing       |
| 2     | Jaques Lazier     | Team Menard          |
| 3     | Laurent Redon     | Conquest Racing      |
| 4     | Gil de Ferran     | Marlboro Team Penske |
| 5     | Hélio Castroneves | Marlboro Team Penske |
| 6     | Felipe Giaffone   | Mo Nunn Racing       |
| 7     | Buddy Lazier      | Hemelgarn Racing     |
| 8     | Scott Sharp       | Kelley Racing        |
| 9     | Jimmy Vasser      | Team Rahal           |
| 10    | Jeff Ward         | Chip Ganassi Racing  |

### Nazareth
| Plats | Förare            | Team                     |
| ----- | ----------------- | ------------------------ |
| 1     | Scott Sharp       | Kelley Racing            |
| 2     | Felipe Giaffone   | Mo Nunn Racing           |
| 3     | Gil de Ferran     | Marlboro Team Penske     |
| 4     | Sarah Fisher      | Dreyer & Reinbold Racing |
| 5     | Hélio Castroneves | Marlboro Team Penske     |
| 6     | Alex Barron       | Blair Racing             |
| 7     | Eddie Cheever     | Cheever Racing           |
| 8     | Billy Boat        | Agajanian/Boat Racing    |
| 9     | Anthony Lazzaro   | Sam Schmidt Motorsports  |
| 10    | Shigeaki Hattori  | Bradley Motorsports      |

### Indianapolis 500
| Plats | Förare            | Team                 |
| ----- | ----------------- | -------------------- |
| 1     | Hélio Castroneves | Marlboro Team Penske |
| 2     | Paul Tracy        | Team KOOL Green      |
| 3     | Felipe Giaffone   | Mo Nunn Racing       |
| 4     | Alex Barron       | Blair Racing         |
| 5     | Eddie Cheever     | Cheever Racing       |
| 6     | Richie Hearn      | Sam Schmidt Racing   |
| 7     | Michael Andretti  | Team Motorola        |
| 8     | Robby Gordon      | Team Menard          |
| 9     | Jeff Ward         | Chip Ganassi Racing  |
| 10    | Gil de Ferran     | Marlboro Team Penske |

### Texas
| Plats | Förare            | Team                  |
| ----- | ----------------- | --------------------- |
| 1     | Jeff Ward         | Chip Ganassi Racing   |
| 2     | Al Unser Jr.      | Kelley Racing         |
| 3     | Airton Daré       | A.J. Foyt Enterprises |
| 4     | Hélio Castroneves | Marlboro Team Penske  |
| 5     | Felipe Giaffone   | Mo Nunn Racing        |
| 6     | Shigeaki Hattori  | Bradley Motorsports   |
| 7     | Billy Boat        | Agajanian/Boat Racing |
| 8     | Buddy Lazier      | Hemelgarn Racing      |
| 9     | Richie Hearn      | Sam Schmidt Racing    |
| 10    | Alex Barron       | Blair Racing          |

### Pikes Peak
| Plats | Förare            | Team                  |
| ----- | ----------------- | --------------------- |
| 1     | Gil de Ferran     | Marlboro Team Penske  |
| 2     | Hélio Castroneves | Marlboro Team Penske  |
| 3     | Sam Hornish Jr.   | Panther Racing        |
| 4     | Felipe Giaffone   | Mo Nunn Racing        |
| 5     | Scott Sharp       | Kelley Racing         |
| 6     | Al Unser Jr.      | Kelley Racing         |
| 7     | Laurent Redon     | Conquest Racing       |
| 8     | Eddie Cheever     | Cheever Racing        |
| 9     | Airton Daré       | A.J. Foyt Enterprises |
| 10    | Alex Barron       | Blair Racing          |

### Richmond
| Plats | Förare          | Team                  |
| ----- | --------------- | --------------------- |
| 1     | Sam Hornish Jr. | Panther Racing        |
| 2     | Gil de Ferran   | Marlboro Team Penske  |
| 3     | Felipe Giaffone | Mo Nunn Racing        |
| 4     | Tomas Scheckter | Cheever Racing        |
| 5     | Al Unser Jr.    | Kelley Racing         |
| 6     | Airton Daré     | A.J. Foyt Enterprises |
| 7     | Richie Hearn    | Sam Schmidt Racing    |
| 8     | Jeff Ward       | Chip Ganassi Racing   |
| 9     | Robbie McGehee  | Beck Motorsports      |
| 10    | Alex Barron     | Blair Racing          |

### Kansas
| Plats | Förare            | Team                  |
| ----- | ----------------- | --------------------- |
| 1     | Airton Daré       | A.J. Foyt Enterprises |
| 2     | Sam Hornish Jr.   | Panther Racing        |
| 3     | Hélio Castroneves | Marlboro Team Penske  |
| 4     | Felipe Giaffone   | Mo Nunn Racing        |
| 5     | Gil de Ferran     | Marlboro Team Penske  |
| 6     | Scott Sharp       | Kelley Racing         |
| 7     | Buddy Lazier      | Hemelgarn Racing      |
| 8     | Alex Barron       | Blair Racing          |
| 9     | Billy Boat        | Agajanian/Boat Racing |
| 10    | Richie Hearn      | Sam Schmidt Racing    |

### Nashville
| Plats | Förare            | Team                 |
| ----- | ----------------- | -------------------- |
| 1     | Alex Barron       | Blair Racing         |
| 2     | Gil de Ferran     | Marlboro Team Penske |
| 3     | Sam Hornish Jr.   | Panther Racing       |
| 4     | Richie Hearn      | Sam Schmidt Racing   |
| 5     | Raul Boesel       | Bradley Motorsports  |
| 6     | Eddie Cheever     | Cheever Racing       |
| 7     | Felipe Giaffone   | Mo Nunn Racing       |
| 8     | Scott Sharp       | Kelley Racing        |
| 9     | Hélio Castroneves | Marlboro Team Penske |
| 10    | Tony Renna        | Kelley Racing        |

### Michigan
| Plats | Förare            | Team                     |
| ----- | ----------------- | ------------------------ |
| 1     | Tomas Scheckter   | Cheever Racing           |
| 2     | Buddy Rice        | Cheever Racing           |
| 3     | Felipe Giaffone   | Mo Nunn Racing           |
| 4     | Tony Renna        | Kelley Racing            |
| 5     | Gil de Ferran     | Marlboro Team Penske     |
| 6     | Hélio Castroneves | Marlboro Team Penske     |
| 7     | Sam Hornish Jr.   | Panther Racing           |
| 8     | Sarah Fisher      | Dreyer & Reinbold Racing |
| 9     | Scott Sharp       | Kelley Racing            |
| 10    | Richie Hearn      | Sam Schmidt Racing       |

### Kentucky
| Plats | Förare            | Team                     |
| ----- | ----------------- | ------------------------ |
| 1     | Felipe Giaffone   | Mo Nunn Racing           |
| 2     | Sam Hornish Jr.   | Panther Racing           |
| 3     | Buddy Lazier      | Hemelgarn Racing         |
| 4     | Scott Sharp       | Kelley Racing            |
| 5     | Hélio Castroneves | Marlboro Team Penske     |
| 6     | Al Unser Jr.      | Kelley Racing            |
| 7     | Tony Renna        | Kelley Racing            |
| 8     | Sarah Fisher      | Dreyer & Reinbold Racing |
| 9     | Alex Barron       | Blair Racing             |
| 10    | Robbie Buhl       | Dreyer & Reinbold Racing |

### Gateway
| Plats | Förare            | Team                     |
| ----- | ----------------- | ------------------------ |
| 1     | Gil de Ferran     | Marlboro Team Penske     |
| 2     | Hélio Castroneves | Marlboro Team Penske     |
| 3     | Alex Barron       | Blair Racing             |
| 4     | Buddy Rice        | Cheever Racing           |
| 5     | Sam Hornish Jr.   | Panther Racing           |
| 6     | Robbie Buhl       | Dreyer & Reinbold Racing |
| 7     | Al Unser Jr.      | Kelley Racing            |
| 8     | Raul Boesel       | Bradley Motorsports      |
| 9     | Vitor Meira       | Team Menard              |
| 10    | Eddie Cheever     | Cheever Racing           |

### Chicagoland
| Plats | Förare            | Team                 |
| ----- | ----------------- | -------------------- |
| 1     | Sam Hornish Jr.   | Panther Racing       |
| 2     | Al Unser Jr.      | Kelley Racing        |
| 3     | Buddy Lazier      | Hemelgarn Racing     |
| 4     | Hélio Castroneves | Marlboro Team Penske |
| 5     | Eddie Cheever     | Cheever Racing       |
| 6     | Felipe Giaffone   | Mo Nunn Racing       |
| 7     | Scott Sharp       | Kelley Racing        |
| 8     | Vitor Meira       | Team Menard          |
| 9     | Buddy Rice        | Cheever Racing       |
| 10    | Dan Wheldon       | Panther Racing       |

### Texas
| Plats | Förare            | Team                 |
| ----- | ----------------- | -------------------- |
| 1     | Sam Hornish Jr.   | Panther Racing       |
| 2     | Hélio Castroneves | Marlboro Team Penske |
| 3     | Vitor Meira       | Team Menard          |
| 4     | Scott Sharp       | Kelley Racing        |
| 5     | Alex Barron       | Blair Racing         |
| 6     | Buddy Rice        | Cheever Racing       |
| 7     | Buddy Lazier      | Hemelgarn Racing     |
| 8     | Eddie Cheever     | Cheever Racing       |
| 9     | Tony Renna        | Kelley Racing        |
| 10    | Laurent Redon     | Conquest Racing      |

## Slutställning
| Plats | Förare            | Team                                     | Poäng |
| ----- | ----------------- | ---------------------------------------- | ----- |
| 1     | Sam Hornish Jr.   | Panther Racing                           | 531   |
| 2     | Hélio Castroneves | Marlboro Team Penske                     | 511   |
| 3     | Gil de Ferran     | Marlboro Team Penske                     | 443   |
| 4     | Felipe Giaffone   | Mo Nunn Racing                           | 432   |
| 5     | Alex Barron       | Blair Racing                             | 366   |
| 6     | Scott Sharp       | Kelley Racing                            | 332   |
| 7     | Al Unser Jr.      | Kelley Racing                            | 305   |
| 8     | Buddy Lazier      | Hemelgarn Racing                         | 205   |
| 9     | Airton Daré       | A.J. Foyt Enterprises                    | 204   |
| 10    | Eddie Cheever     | Cheever Racing                           | 280   |
| 11    | Jeff Ward         | Chip Ganassi Racing                      | 269   |
| 12    | Laurent Redon     | Conquest Racing                          | 229   |
| 13    | Billy Boat        | Agajanian/Boat Racing                    | 225   |
| 14    | Tomas Scheckter   | Cheever Racing                           | 214   |
| 15    | Richie Hearn      | Sam Schmidt Racing A.J. Foyt Enterprises | 204   |
| 16    | George Mack       | 310 Racing                               | 184   |
| 17    | Robbie Buhl       | Dreyer & Reinbold Racing                 | 177   |
| 18    | Sarah Fisher      | Dreyer & Reinbold Racing                 | 161   |
| 19    | Raul Boesel       | Team Menard Bradley Motorsports          | 158   |
| 20    | Eliseo Salazar    | A.J. Foyt Enterprises                    | 157   |